# Lötschberg-Basistunnel
| | |                                          |                                     |
| Streckennummer (BAV): | 330 (Wengi-Ey–St.German (Ost)) 331 (Wengi-Ey–St.German (West)) 332 (Frutigen–Frutigen Nordportal (Ost)) 333 (Frutigen–Adelrein (West)) 335 (Lötschen–Gampel-Steg) |                                          |                                     |
| Fahrplanfeld: | 300 |                                          |                                     |
| Streckenlänge: | 34,577 km |                                          |                                     |
| Spurweite: | 1435 mm (Normalspur) |                                          |                                     |
| Stromsystem: | 15 kV, 16,7 Hz ~ |                                          |                                     |
| Maximale Neigung: | 15 ‰ |                                          |                                     |
| Minimaler Radius: | 650 m |                                          |                                     |
| Streckengeschwindigkeit: | 250 km/h |                                          |                                     |
| Zugbeeinflussung: | ETCS Level 2 |                                          |                                     |
| | |                                          |                                     |
| Streckenverlauf | |                                          |                                     |
| \| \| \| Lötschbergbahn von Bern \| \| \| \| 8,29 \| Reichenbach im Kandertal \| 706 m ü. M. \| \| \| 10,28 \| Wengi-Ey (Abzw) \| 732 m ü. M. \| \| \| \| \| \| \| \| 11,87 \| Wengi \| 753 m ü. M. \| \| \| 13,54 \| Frutigen \| 779 m ü. M. \| \| \| \| Engstlige (~2'600 m) \| \| \| \| \| Widi (~220 m) \| \| \| \| \| \| \| \| \| 14,26 \| Tellenfeld (Interventionsstelle) \| Tellenfeld (Interventionsstelle) \| \| \| 14,65 \| Portal Frutigen LBT \| 778 m ü. M. \| \| \| \| Bergstrecke nach Brig \| \| \| \| \| Adelrain (Abzw) \| 787 m ü. M. \| \| \| \| (Weströhre nicht ausgebrochen) \| \| \| \| \| \| \| \| \| 22,02 \| Mitholz (Spw) \| 806 m ü. M. \| \| \| \| (Weströhre Rohbau) \| \| \| \| 29,45 \| Scheitelpunkt \| 827 m ü. M. \| \| \| \| (ab Ferden Nord beide Röhren in Betrieb) \| \| \| \| 35,22 \| Ferden (Spw) \| 767 m ü. M. \| \| \| \| \| \| \| \| \| \| \| \| \| 43,84 \| Lötschen (Abzw) (Rohbau) \| 670 m ü. M. \| \| \| \| Portal Steg LBT \| \| \| \| \| Portal Raron LBT (34'577 m) \| \| \| \| \| Rhone-Brücken (577 und 829 m) \| \| \| \| \| Gampel-Steg nach / von Lausanne \| \| \| \| \| \| \| \| \| 50,12133,40 \| St. German (Abzw) \| 647 m ü. M. \| \| \| \| MGB von Zermatt \| \| \| \| 136,66 \| Visp \| 650 m ü. M. \| \| \| \| Bergstrecke von Frutigen \| \| \| \| 145,55 \| Brig \| 681 m ü. M. \| \| \| \| nach Italien und MGB nach Andermatt \| \| | |                                          |                                     |
| Strecke | | Lötschbergbahn von Bern                  | Lötschbergbahn von Bern             |
| Haltepunkt / Haltestelle | 8,29 | Reichenbach im Kandertal                 | 706 m ü. M.                         |
| | 10,28 | Wengi-Ey (Abzw)                          | 732 m ü. M.                         |
| Strecke | |                                          |                                     |
| ehemaliger Haltepunkt / Haltestelle · Tunnelanfang (Strecke außer Betrieb) · Tunnelanfang | 11,87 | Wengi                                    | 753 m ü. M.                         |
| Bahnhof · Strecke (außer Betrieb) (im Tunnel) · Strecke (im Tunnel) | 13,54 | Frutigen                                 | 779 m ü. M.                         |
| Tunnelende (Strecke außer Betrieb) · Tunnelende | | Engstlige (~2'600 m)                     | Engstlige (~2'600 m)                |
| Strecke · Tunnel · Strecke (außer Betrieb) · Strecke | | Widi (~220 m)                            | Widi (~220 m)                       |
| Strecke · Strecke | |                                          |                                     |
| Strecke · Dienststation / Betriebs- oder Güterbahnhof · Dienststation / Betriebs- oder Güterbahnhof | 14,26 | Tellenfeld (Interventionsstelle)         | Tellenfeld (Interventionsstelle)    |
| Strecke · Tunnelanfang · Tunnelanfang | 14,65 | Portal Frutigen LBT                      | 778 m ü. M.                         |
| Strecke nach links · Kreuzung mit oberirdischer Strecke (im Tunnel) · Kreuzung mit oberirdischer Strecke (im Tunnel) · Strecke quer | | Bergstrecke nach Brig                    | Bergstrecke nach Brig               |
| | | Adelrain (Abzw)                          | 787 m ü. M.                         |
| U-Bahn-Strecke (außer Betrieb) (im Tunnel) · Strecke (im Tunnel) | | (Weströhre nicht ausgebrochen)           | (Weströhre nicht ausgebrochen)      |
| | |                                          |                                     |
| Dienststation / Betriebs- oder Güterbahnhof (Strecke außer Betrieb) (im Tunnel) · Dienststation / Betriebs- oder Güterbahnhof (im Tunnel) | 22,02 | Mitholz (Spw)                            | 806 m ü. M.                         |
| | | (Weströhre Rohbau)                       |                                     |
| Strecke (außer Betrieb) (im Tunnel) · Kulminations-/Scheitelpunkt (im Tunnel) | 29,45 | Scheitelpunkt                            | 827 m ü. M.                         |
| | | (ab Ferden Nord beide Röhren in Betrieb) |                                     |
| Dienststation / Betriebs- oder Güterbahnhof (im Tunnel) · Dienststation / Betriebs- oder Güterbahnhof (im Tunnel) | 35,22 | Ferden (Spw)                             | 767 m ü. M.                         |
| | |                                          |                                     |
| Strecke geradeaus (im Tunnel) · Strecke (im Tunnel) | |                                          |                                     |
| Strecke von links (außer Betrieb) (im Tunnel) · Kreuzung mit Tunnelstrecke (Querstrecke außer Betrieb) (im Tunnel) · Abzweig geradeaus und ehemals nach rechts (im Tunnel) | 43,84 | Lötschen (Abzw) (Rohbau)                 | 670 m ü. M.                         |
| Tunnelende (Strecke außer Betrieb) · Strecke geradeaus (im Tunnel) · Strecke (im Tunnel) | | Portal Steg LBT                          | Portal Steg LBT                     |
| Strecke (außer Betrieb) · Tunnelende · Tunnelende | | Portal Raron LBT (34'577 m)              | Portal Raron LBT (34'577 m)         |
| Brücke über Wasserlauf (Strecke außer Betrieb) · Brücke über Wasserlauf · Brücke über Wasserlauf | | Rhone-Brücken (577 und 829 m)            | Rhone-Brücken (577 und 829 m)       |
| Abzweig ehemals nach rechts und von rechts · Strecke geradeaus · Strecke | | Gampel-Steg nach / von Lausanne          | Gampel-Steg nach / von Lausanne     |
| Strecke | |                                          |                                     |
| | 50,12133,40 | St. German (Abzw)                        | 647 m ü. M.                         |
| Strecke | | MGB von Zermatt                          | MGB von Zermatt                     |
| Bahnhof | 136,66 | Visp                                     | 650 m ü. M.                         |
| Abzweig geradeaus und von links · Strecke quer · Strecke unter Wasserlauf Anfang Hochstrecke, Ende Hochstrecke und quer | | Bergstrecke von Frutigen                 | Bergstrecke von Frutigen            |
| Bahnhof | 145,55 | Brig                                     | 681 m ü. M.                         |
| Kreuzung mit Tunnelstrecke (Querstrecke außer Betrieb) | | nach Italien und MGB nach Andermatt      | nach Italien und MGB nach Andermatt |

Der Lötschberg-Basistunnel ist ein 34,6 Kilometer langer Eisenbahntunnel, der zwischen Frutigen im Berner Oberland (Kanton Bern, Schweiz) und Raron (Kanton Wallis, Schweiz) am Lötschberg die Berner Alpenkette unterquert und am 16. Juni 2007 in Betrieb genommen wurde. Dieser Basistunnel ist Teil der Lötschberg-Simplon-Achse der Neuen Eisenbahn-Alpentransversale (NEAT), die von Basel über Bern–Thun–Spiez zum Lötschberg und weiter via Brig–Simplon–Domodossola nach Mailand und Novara–Genua führt und neben der parallel verlaufenden Gotthardachse eine zweite Route für den alpenquerenden Schienengüterverkehr des Europäischen Korridors 24 (Rotterdam–Genua) bildet. Der Lötschberg-Basistunnel ist der fünftlängste Eisenbahntunnel der Welt, nach dem Gotthard-Basistunnel, dem Seikan-Tunnel, dem Eurotunnel und dem Yulhyeon-Tunnel. Bei seiner Eröffnung war er der drittlängste.
Der Basistunnel ist nur zu rund 40 Prozent zweispurig befahrbar. Auf einer Länge von 14 Kilometern wurde eine zweite Röhre zwar ausgebrochen, aber nicht für den Bahnbetrieb ausgerüstet. Weitere sieben Kilometer sollen noch ausgebrochen werden, damit die Züge den Tunnel durchgängig auf zwei Spuren befahren können. Über den weiteren Ausbau liefen seit 2014 parlamentarische Beratungen, im August 2023 wurde seitens des Schweizer Bundesrates der Vollausbau beantragt. Die eidgenössischen Räte sind dem Antrag anfangs 2024 gefolgt. Der Vollausbau soll 2026 beginnen und etwa acht Jahre dauern.

## Verlauf
Die beiden Röhren verlaufen in einem Regel-Achsabstand von 40 m und sind durch 104 Querschläge (mittlerer Längsabstand: 333 m) miteinander verbunden.
Die zulässige Höchstgeschwindigkeit im Basistunnel beträgt 250 km/h. Die Einmündung in die Rhonetalstrecke ist für 160km/h ausgelegt, die Verknüpfung Wengi Ey für 120 km/h.
Die eingleisigen Abschnitte des Tunnels liegen in zwei verschiedenen Querschnitten: Ein Kreisquerschnitt mit 4,28 m Innenradius wurde für Abschnitte vorgesehen, die im Maschinenvortrieb erstellt worden waren. Für Abschnitte mit Sprengvortrieb wurde ein Maulprofil vorgesehen. Die freie Querschnittsfläche beträgt 45 m².

### Ausbauetappierung
Konzipiert wurde das Projekt als Eisenbahntunnel mit zwei einspurigen Röhren, die 40 Meter auseinander liegen und alle 333 Meter durch Querstollen verbunden sind. Nach dem Projektstart wurde 1996 aus finanziellen Gründen beschlossen, den Bau in Etappen durchzuführen. Der komplett zweigleisige Ausbau bleibt ausgesetzt, bis neue Finanzmittel verfügbar sind.
Der Tunnel ist 2017 beim Personen- wie auch beim Güterverkehr vollständig ausgelastet. Aus Anlass des 10. Jahrestages der Inbetriebnahme des Lötschberg-Basistunnels forderten die Regierungsvertreter der Kantone Bern und Wallis den Weiterausbau des Tunnels. Bei einem Vollausbau der 14 Kilometer, welche erst im Rohbau erstellt wurden, könnte die Kapazität des Tunnels bereits erheblich gesteigert werden. Zu entsprechenden Planungsarbeiten hat das Parlament im Rahmen des Bahn-Ausbauschrittes 2025 im Jahr 2014 bereits grünes Licht gegeben. Der Ausbau des bereits ausgebrochenen Abschnitts – der einen Halbstundentakt ins Wallis ermöglichen würde – ist dabei fest geplant, der Vollausbau als Option vorgesehen.

### Oströhre
Die Oströhre ist zwischen den Portalen Frutigen und Raron komplett ausgebrochen, mit Bahntechnik versehen und in Betrieb.

### Weströhre
Die Weströhre ist in der aktuellen Etappe teilweise in Betrieb und wie folgt aufgeteilt:
- Zwischen dem Portal Frutigen und der Spaltungsweiche Adelrain ist die Weströhre komplett ausgebrochen und mit Bahntechnik versehen (Länge: ≈1 km). Ab hier führt die Weströhre über eine Schnellfahrweiche in die Oströhre.
- Zwischen der Spaltungsweiche Adelrain und der Diensthaltestelle Mitholz wurde die Weströhre nicht ausgebrochen (Länge: ≈6 km)
- Zwischen der Diensthaltestelle Mitholz und der Spaltungsweiche Ferden Nord wurde die Weströhre ausgebrochen und im Rohbau belassen (Länge: ≈14 km).
- Zwischen der Spaltungsweiche Ferden Nord und dem Portal Raron wurde die Weströhre ausgebrochen und bahntechnisch ausgebaut (Länge: ≈14 km). Über eine Schnellfahrweiche sind die beiden Bahnröhren miteinander verbunden.

### Tunnel-Teilstrecken
- Der Fensterstollen Steg (Länge: ≈3,5 km) wurde ausgebrochen und im Rohbau belassen.
- Die Spurwechsel Mitholz Nord und Mitholz Süd wurden im Rohbau belassen und dienen zum Anschluss der Oströhre an den noch auszubrechenden Teil der Weströhre.
- Der Spurwechsel Ferden Süd verbleibt im Rohbau und dient zum Anschluss der Oströhre an die noch mit Bahntechnik auszubauende Weströhre.
- Der Spurwechsel Steg verbleibt ebenfalls im Rohbau und dient zum Anschluss der Ost- an die Weströhre und weiter an den Fensterstollen Steg.

### Weitere Strecken/Abschnitte
Neben dem Lötschberg-Basistunnel wurden bis zur Eröffnung im Juni 2007 eine Reihe weiterer Infrastruktur-Projekte fertiggestellt:
- Die Interventionsstelle Tellenfeld ist eine etwa 350 m lange Öffnung mit einer fast ebenso breiten Fluchttreppe aus dem Einschnitt unmittelbar vor dem nördlichen Tunnelportal heraus zur Evakuierung von Reisenden im Ereignisfall.
- Eine vier Kilometer lange Neubaustrecke, zwischen Wengi-Ey und der Interventionsstelle Tellenfeld, umgeht den Bahnhof von Frutigen. Dabei wird das Siedlungsgebiet von Frutigen im 2,6 km langen, zweiröhrigen Engstligetunnel unterquert. Nur die Oströhre wurde bahntechnisch ausgebaut, die Weströhre verbleibt im Rohbau. Der Tunnel wurde in offener Bauweise (Tagbau) errichtet,[10] der Bahnhof von Frutigen wurde umfassend umgebaut.[11]
- Der etwa 500 m lange Widitunnel führt von der Interventionsstelle Tellenfeld in den Bahnhof Frutigen.[12]
- Eine Verbindung zwischen den Portalen in Raron mit der Bahnstrecke Brig–Montreux, einschliesslich zweier paralleler Brücken über die Rhone von 576,8 und 828,8 m Länge, die mit Abstand längsten Brücken der BLS[13].

### Höhenprofil

Höhenprofil von Lötschbergbasistunnel und Lötschbergscheiteltunnel

Das Nordportal des Tunnels bei Frutigen im Kandertal liegt auf 776,5 m Höhe, er steigt bis zum Scheitelpunkt auf 828,2 m an und fällt bis zum südlichen Portal bei Raron im Rhonetal auf 654,2 m ab. Damit liegt der höchste Punkt des Tunnels um 411 m niedriger als beim alten Lötschbergtunnel aus dem Jahr 1913. Mit einer Scheitelhöhe von 828 Metern bildete der Lötschberg-Basistunnel zusammen mit dem noch niedriger liegenden Simplontunnel bis zur Eröffnung des Gotthard-Basistunnels am 1. Juni 2016 die niedrigste in Betrieb befindliche alpenquerende Bahnstrecke. Die Längsneigungen im Basistunnel liegen zwischen 3 und 13 Promille.

### Geologie
Der Tunnel durchschneidet die Wildhorn- und die Doldenhorn-Decke sowie das Aarmassiv.

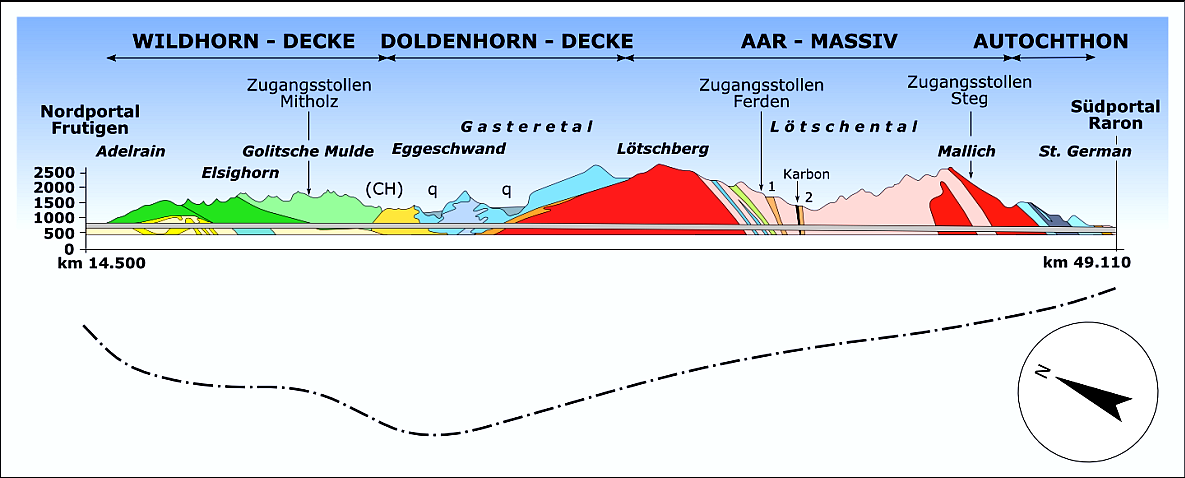
Geologischer Querschnitt

## Geschichte

### Hintergrund
In der Geschichte der Neuen Eisenbahn-Alpentransversale kam die Idee eines Basistunnels am Lötschberg erst relativ spät vor. Dabei waren weniger technische als politische Überlegungen ausschlaggebend, wie sie etwa in verschiedenen Veröffentlichungen des Bündner Ständerats Luregn Mathias Cavelty dokumentiert sind (s. Weblink). Sie entwickelten sich vor dem Hintergrund des Fehlens einer durchgehenden Strassenverbindung zwischen dem Oberwalliser Bevölkerungsschwerpunkt Brig/Visp und der übrigen Deutschschweiz. (Am nördlichen Alpenkamm klafft zwischen den Passstrassen Grimsel und Col du Pillon eine gut 100 km breite Lücke, die einzig durch den Autoverlad durch den Lötschbergtunnel zwischen Kandersteg und Goppenstein unterbrochen wird.) Als die in der Planung des Autobahnnetzes vorgesehene Rawil-Schnellstrasse N6 1986 nach Bürgerprotesten und wegen geologischer Probleme aufgegeben wurde, entstand die Idee, den Lötschberg-Autoverlad mit Hilfe eines Basistunnels auf Autobahnstandard anzuheben. Diese und weitere vorwiegend regionalpolitisch motivierte Überlegungen mündeten schliesslich in der so genannten Netzvariante: Statt einer (mehr oder weniger) durchgehenden Neubaustrecke entlang einer einzigen Achse (konkret: Gotthard) sollten zwei Basistunnel (Gotthard und Lötschberg) erstellt werden, was im Gegenzug Einsparungen beim Ausbau der Zufahrtsstrecken erlauben würde. So sah die ursprüngliche, 1989 vom Bundesrat, 1991 vom Parlament und 1992 vom Volk bewilligte Neat-Vorlage für die Lötschbergachse eine Neubaustrecke zwischen Heustrich oder Frutigen und dem Raum Brig/Visp sowie Autoverladeanlagen in Heustrich und Steg VS vor.
Am 12. Dezember 1986 fand die Gründungsversammlung des Komitees LBT in Brig statt. Am 17. Oktober 1990 schlug der Kanton Wallis eine Y-Lösung, mit Tunnelausgängen in Mundbach und Susten, vor. Im Mai 1991 folgte ein Kompromissvorschlag für eine Y-Lösung nach Raron und Mundbach.

### Planung
Die Planungsarbeiten begannen Ende der 1980er Jahre. Nach eingehenden Beratungen hatte sich die Schweizer Regierung Mitte Mai 1989 auf den Verlauf der NEAT festgelegt. Neben der erwarteten Entscheidung für den Gotthard-Basistunnel wurde dabei auch die Realisierung des Lötschbergbasistunnels beschlossen. Die geschätzten Gesamtkosten für den Lötschberg-Basistunnel beliefen sich auf 1,7 Milliarden Schweizer Franken. Am 1. Dezember 1992 gab der Bund einen ersten Verpflichtungskredit in Höhe von 250 Millionen Franken für den Tunnel frei.
Am 8. Juni 1993 wurde die BLS AlpTransit AG als hundertprozentige Tochter der BLS gegründet und nahm die Ausarbeitung der Detailplanung in Angriff. Am 4. Oktober 1993 wurden der Sondierstollen Kandertal und der Fensterstollen Mitholz submissiert, am 8. Dezember folgte die Unterzeichnung einer Vereinbarung zwischen Bund und BLS über den Bau des Tunnels. Am 28. Februar 1994 reichte die BLS das Vorprojekt für den Tunnel beim BAV ein.
Ab Sommer 1995 wurde die Realisierung der NEAT in der geplanten Form in Frage gestellt. Dabei wurde auch eine Verschiebung der Realisierung des Lötschberg-Basistunnels vorgeschlagen. Zwischenzeitlich, am 3. Oktober, erteilte das EVED die Erlaubnis, den Fensterstollen Ferden in Angriff zu nehmen, während die Plangenehmigungsverfahren für den Nord- und Südabschnitt verschoben wurden.
Am 24. April 1996 beschloss der Bundesrat, Gotthard- und Lötschberg-Basistunnel in veränderter zeitlicher Form in Angriff zu nehmen. Unter dem Titel FinöV wurde ein neues Finanzierungsmodell für die Neat und andere anstehende Bahnprojekte entworfen. Am Lötschberg fielen diesem Vorgehen die geplanten neuen Zufahrten (Niesenflanken- und Mundbachtunnel), der Autoverlad via Basistunnel und dessen durchgehend doppelspuriger Ausbau zum Opfer. Stattdessen wurde lediglich etwa ein Drittel des Durchstichs mit zwei betriebsfähigen Röhren ausgebaut und ein weiteres Drittel zwar zweiröhrig ausgebrochen, wobei aber eine Röhre im Rohbau belassen wird und als Rettungsstollen dient. Der vorläufige Verzicht auf einen Autoverlad via Basistunnel machte auch den Plan eines zweiten Südportals bei Steg hinfällig, der neben dem Autoverlad auch eine direkte Verbindung mit der Bahnstrecke Richtung Mittelwallis und Lausanne ermöglicht hätte.
Mitte 2002 wurde von verschiedenen Seiten vorgeschlagen, die Weströhre zwischen Mitholz und Frutigen im Rahmen der ersten Bauphase mit auszubrechen, da die Realisierung des 6 km langen Teilstücks später wesentlich teurer kommen würde. Das Bundesamt für Verkehr lehnte diesen Vorschlag damals ab und prüfte seine Aufnahme in die Neat-2-Projekte.
Die Gesamttunnellänge der letztlich realisierten ersten Ausbaustufe beträgt 88,1 km (inklusive Zugangstunneln), die Länge der Hauptröhre von Portal zu Portal ist 34,6 km.
Am 3. Juni 1997 wurde die Plangenehmigung für den Fensterstollen Ferden erteilt. Am 5. November gleichen Jahres gab der Bundesrat eine zweite Kredittranche über 55 Millionen Franken für die Fensterstollen Ferden und Mitholz frei. Am 13. Februar 1998 folgte die Ausschreibung für den Fensterstollen Ferden.
Am 4. Dezember 1998 wurden die Grossbaulose Basistunnel Nord und Basistunnel West sowie der Fensterstollen Steg ausgeschrieben. Am 25. Juni 1999 erging die Plangenehmigung für den Südabschnitt des Basistunnels. Der Nordabschnitt wurde am 15. Februar 2000 ebenso vergeben wie das Mandat für die Öffentlichkeitsarbeit.
Am 14. Mai 2002 wurde mit dem Tunnel Engstlige das letzte Grossbaulos des Projekts vergeben. Am 21. Juni gleichen Jahres folgte die Vergabe der bahntechnischen Ausrüstung an eine Arbeitsgemeinschaft.

### Bau
Am 12. April 1994 erfolgte in Frutigen der erste Spatenstich am 9,6 km langen Sondierstollen Kandertal, der heute als Fluchtröhre dient. Zusätzlich wurden 27 Sondierbohrungen in den Berg getrieben.
Am 25. Juli 1994 wurde der Baubeginn am Fensterstollen Mitholz gefeiert, am 10. August gleichen Jahres folgte der Baubeginn am Sonderstollen Kandertal. Der 3,0 km lange Fensterstollen Ferden (Goppenstein) ging 1997 in Bau, Niedergesteln (Steg) folgte 1999, Raron (2000) und Frutigen (2001) kamen später hinzu.
Im Juni 1996 begannen daran erste bauliche Vorarbeiten am Fensterstollen Ferden. Am 4. Februar 1997 wurde der Ausbruch am Sonderstollen Kandertal abgeschlossen; am 18. September 2000 endete der Ausbruch am Fensterstollen Ferden.
Ab Ende 1998 wurden die Vergabeverfahren für die grossen Tunnelbaulose sowie der Bau der Zwischenangriffe gestartet. Insgesamt wurde der Berg dabei an fünf Stellen angegriffen: neben den Portalen bei Frutigen und Raron auch von den Zugangsstollen bei Mitholz, Ferden und Steg (Niedergesteln).
Die erste Sprengung im Fahrtunnel wurde am 5. Juli 1999 beim Fusspunkt Mitholz durchgeführt. Ein weiterer Zwischenangriff erfolgte bei Ferden, wo ein 4,1 km langer Zugangsstollen mit 12 % Gefälle hinab auf die Höhe des Basistunnels ausgebrochen wurde. Dort unten, beim so genannten «Fusspunkt», entstand auch die Grossbaustelle (und spätere Betriebszentrale) «Ferden» für den weiteren Vortrieb in Richtung Norden. Im Herbst 2000 wurde der Fensterstollen Mitholz fertiggestellt. Der Maschinenvortrieb wurde am 22. September 2000 aufgenommen.
Am 1. Mai 2001 begannen die Bauarbeiten am Fusspunkt Ferden. Zu dieser Zeit begann vor dem Südportal in Raron die Montage der zweiten Tunnelvortriebsmaschine; ihr Vortrieb begann am 28. September 2001.

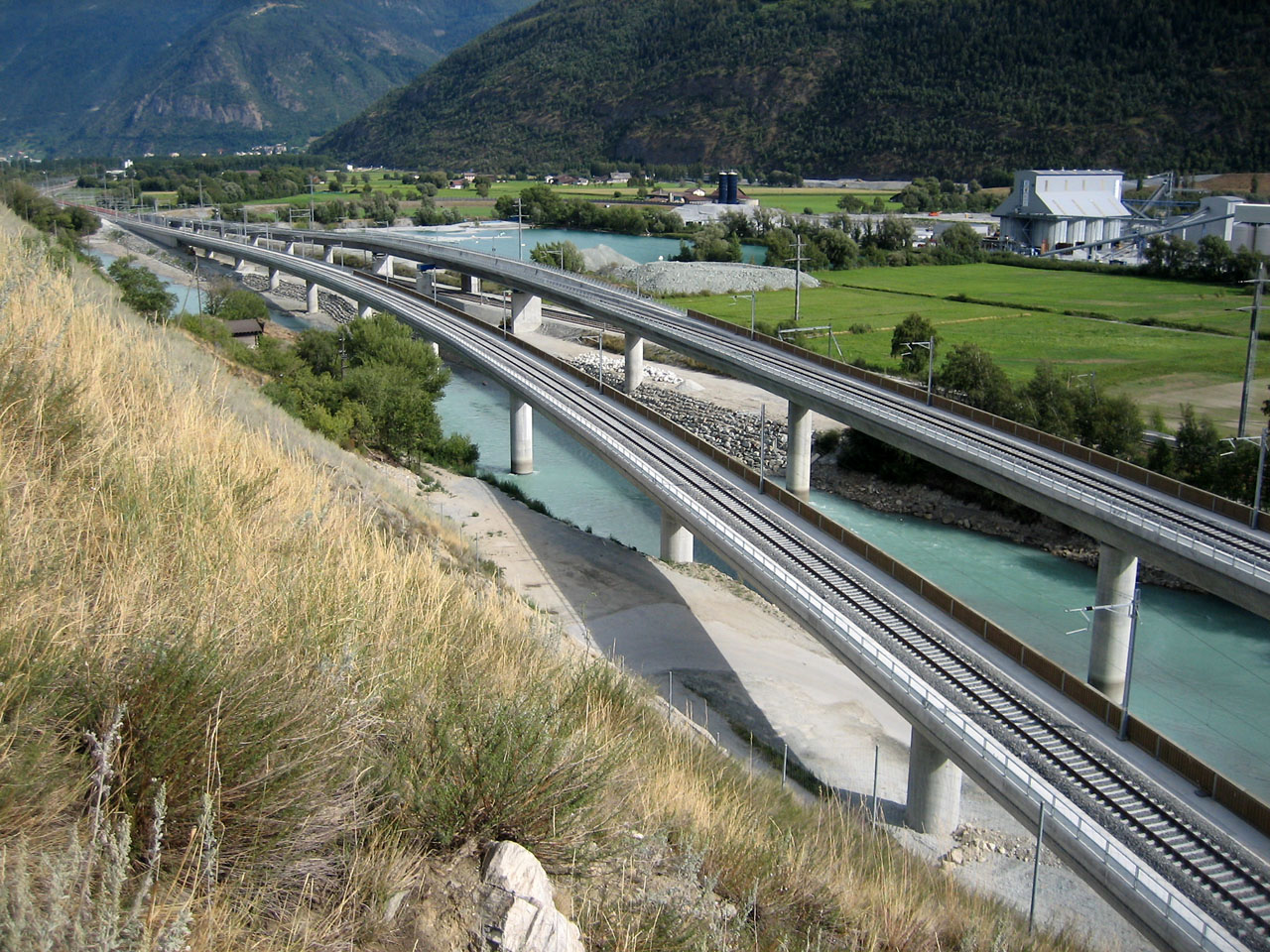
Die neu erstellten Brücken über den Fluss Rhone

Von Süden her wurde durch eine Tunnelbohrmaschine zusätzlich der 3,2 km lange «Fensterstollen Steg» ausgebrochen, eine eingleisige Abzweigung aus dem Tunnel in Richtung Sion mit einem eigenen Portal bei Niedergesteln drei Kilometer westlich des Hauptportals. Dieser Tunnelabschnitt wurde in der ersten Ausbauphase jedoch aus Kostengründen nur im Rohbau fertiggestellt. So lange muss für eine Verbindung talabwärts in Visp umgestiegen werden. Insgesamt wurden nur die Oströhre ab Raron und der «Fensterstollen Steg» und die anschliessende Weströhre bis jeweils zum «Fusspunkt Ferden» mit Tunnelbohrmaschinen ausgebrochen, der übrige Tunnel musste im Sprengvortrieb ausgebrochen werden. Diese Arbeiten verliefen jahrelang ohne grössere Probleme, bis man, völlig überraschend, auf Kohle stiess. Die Bewältigung dieser Karbonschicht verzögerte den Bau um fünf Monate. Beim Hauptportal östlich von Raron wurden zwei 820 bzw. 556 m lange Brücken über die Rhone erstellt, die den Anschluss an die SBB-Rhonetalstrecke sicherstellen und von ihrer Bauweise her das Passieren mit Geschwindigkeiten um 160 km/h erlauben. Bei Frutigen im Tellenfeld wurde zusätzlich vor dem Nordportal eine Interventionsstelle für Notfälle sowie im Gebiet Wengi bei Frutigen der 2,6 km lange Tagbautunnel Engstlige gebaut.
Im Maschinenvortrieb wurde ein Ausbruch von 9,4 bis 9,6 m Durchmesser hergestellt. Beim Sprengvortrieb lag die Ausbruchsfläche zwischen 62 und 65 m².
Am 2. Mai 2002 war die Hälfte des Tunnels ausgebrochen. Der erste Durchschlag erfolgte am 13. Dezember 2002 zwischen Steg/Niedergestein und Ferden (km 38,647). Am 29. Januar 2003 wurde der Ausbruch der Weichenkaverne Adelrain beendet. Im gleichen Jahr erfolgten drei Durchschläge im Fahrtunnel: im Mai zwischen Mitholz und Frutigen, im Oktober zwischen Ferden und Raron sowie im Dezember in der Oströhre zwischen Frutigen und Mitholz.
Die Bauarbeiten an dem Tunnelsystem mussten aufgrund von geologischen Problemen wiederholt kurzzeitig unterbrochen werden. Zwischen Ende August und Mitte Oktober 2004 ruhte der Vortrieb in beiden Röhren infolge von Sanierungsarbeiten.
Am 21. Februar 2005 endeten die Bauarbeiten am Fensterstollen Steg.
Nach einer Bauzeit von sechs Jahren wurde in der Weströhre am 15. März 2005 um 17:35 Uhr der erste Durchschlag vollzogen. Da diese Röhre zunächst weitgehend im Rohbau bleibt, wurde dieser Durchschlag zunächst geheim gehalten und nicht weiter gefeiert. Offiziell bekannt gegeben und gefeiert wurde der letzte Durchbruch in der Oströhre, am 28. April 2005. Nachdem bei einer ersten Sprengung, um 10:52 Uhr, nicht alle Zünder losgegangen waren, machte eine Nachsprengung kurz vor 12 Uhr den Weg frei. Neben 1100 Projektbeteiligten und Gästen vor Ort wurde das Ereignis live im Schweizer Fernsehen übertragen. In einer Eishalle in Kandersteg fand anschliessend ein Festakt statt.
Das letzte Ausbruchsmaterial wurde am 16. März 2005 abtransportiert. Insgesamt wurden 16,6 Millionen Tonnen Material ausgebrochen. 40 Prozent konnten beim Bau der Röhren wiederverwendet werden, beispielsweise als Betonzuschlagsstoff. In Raron entstand eine Aufbereitungsanlage für Ausbruch im Umfang von etwa zehn Millionen Tonnen, in Mitholz eine Anlage für rund sechs Millionen Tonnen. In Raron wurden rund 12'000 Tübbings hergestellt.
Ab Herbst 2003 erfolgte, parallel zum laufenden Vortrieb, der Innenausbau des Tunnels, ab Dezember 2004 der Einbau der technischen Anlagen, so unter anderem ab 6. Dezember 2004 der Einbau der Festen Fahrbahn in der Weströhre. Der letzte Abschnitt wurde im Sommer 2006 zur technischen Ausrüstung übergeben. In das gesamte Tunnelsystem wurden rund 230'000 Tonnen Technik eingebaut. Bereits 2004 wurde abschnittsweise mit der Einrichtung der Fahrbahn sowie der Leit- und Sicherungstechnik begonnen.
Die Vorbereitungen für die technische Ausrüstung begannen im Herbst 2003 in Raron. Durch die Verlagerung eines Grossteils der Technik aus den Zentralen in Container und Schränke entlang der Röhren konnte die Montage der Technik rund ein Jahr früher beginnen – bereits ab Frühjahr 2004 erfolgte in einer Fabrikhalle in Bern der Aufbau der Container. Als erster Abschnitt begann die technische Ausrüstung der Rhone-Brücken im September 2004, im Dezember desselben Jahres im Süden des Tunnels. Anfang Oktober 2005 wurden erste Container in die Röhre gebracht, in die Betriebszentrale Lötschen. Im Frühling 2006 war der Einbau der bahntechnischen Anlagen weitgehend abgeschlossen, Anfang Juli wurde der letzte der 136 Container in den Berg gebracht.
Insgesamt wurden 57 km Gleis verlegt. 1500 Tragwerke nehmen 60 km Fahrleitungen und Erdungen auf. Insgesamt wurden für den Tunnel 1390 km Kabel verlegt und 133 Videokameras eingerichtet. 3200 Brandmelder wurden mit 20 Brandmeldezentralen verbunden, 420 Handfeuerlöscher mit Entnahmekontrolle eingerichtet und 110 Räume mit automatischen Feuerlöscheinrichtungen versehen. Im Tunnel liegen 56 km Handläufe und 2500 Notleuchten.
Während der Bauzeit wurde eine Fläche von 2'500'000 m² beansprucht; in der Betriebsphase werden rund 970'000 m² Flächen dauerhaft benötigt. Im Rahmen des Plangenehmigungsverfahrens waren 360 Eigentümer von 740 Parzellen einzubeziehen. Insgesamt kam es zu 650 Einsprachen.
An neun Tagen der offenen Baustelle besuchten jeweils vier- bis zehntausend Besucher die Röhren. Ein Informationszentrum wurde zwischen 2001 und 2006 von rund 75'000 Menschen besucht. Etwa 2000 Gruppen nahmen an Führungen in den Tunnel teil.
Fünf Menschen starben bei den Ausbruchsarbeiten der insgesamt 88 km Stollen. Erinnerungstafeln an beiden Portalen wurden im Gedenken an sie errichtet.

### Inbetriebnahme
Die erste Lok fuhr für Testfahrten am 6. Mai 2006 vom Südportal aus in den Tunnel. Am 24. Juli 2006 wurde symbolisch der Goldene Nagel eingeschlagen und somit das letzte Stück Gleise verlegt, im Oktober 2006 der letzte Meter Fahrdraht eingezogen. Am 1. Juni 2006 begannen die Testfahrten. Im Vier-Schicht-Betrieb erfolgte eine umfassende Prüfung des Zugsicherungssystems und der weiteren technischen Einrichtungen. Am 6. Juni erfolgte die erste elektrische Versuchsfahrt im südlichen Tunnelabschnitt. Am 1. Dezember war der Tunnel auf ganzer Länge im Rahmen von Versuchsfahrten befahrbar. Am 16. Dezember 2006 gegen 00:30 Uhr erreichte der ICE-S bei Zulassungsfahrten im Tunnel eine Geschwindigkeit von 281 km/h. Er überbot damit den Schweizer Schienen-Geschwindigkeits-Rekord von 244 km/h aus dem Jahr 1996. Der Rekord wurde am 8. November 2007 erhöht, als ein verkürzter Serien-ICE-1 im Tunnel bei ETCS-Abnahmefahrten eine Geschwindigkeit von 288 km/h erreichte.
Zwischen dem 15. März und dem 14. Juni 2007 erfolgten zahlreiche Betriebstests und Notfallübungen. Am 14. Juni 2007 erteilte das Bundesamt für Verkehr die Betriebsgenehmigung. Am 15. Juli übergab die BLS Alptransit das Bauwerk an den Bund als Besteller, der es wiederum der BLS AG als Betreiberin weitergab. 1200 geladene Gäste wohnten dieser Zeremonie bei, der am folgenden Tag eine Eröffnungsfeier für die breite Öffentlichkeit folgte. Sie zog etwa 30'000 Menschen an, von denen die meisten auch die Gelegenheit nutzten, mit Sonderzügen den Tunnel zu durchfahren.
Zwischen dem 16. Juni und dem 8. Dezember 2007 erfolgte ein kommerzieller Vorlaufbetrieb. In dieser Zeit hatten rund 6500 Züge den Tunnel durchfahren, zuzüglich etwa 2500 Testfahrten.
Am 7. Dezember 2007 erteilte das Bundesamt für Verkehr die Genehmigung für den fahrplanmässigen Vollbetrieb des Tunnels ab 9. Dezember. Die Aufnahme des fahrplanmässigen Zugverkehrs dieser Bahn-Alpentransversale erfolgte auf den Fahrplanwechsel am 9. Dezember 2007. Zunächst lag die zulässige Höchstgeschwindigkeit bei 200 km/h. Seit Ende 2008 dürfen Züge mit einer Höchstgeschwindigkeit von 250 Kilometern pro Stunde im Tunnel verkehren.

### Betrieb
Bis Ende April 2008 fuhren rund 12'000 Züge durch den Tunnel. 98 Prozent der Züge seien planmässig über die Basisstrecke gefahren, 2 Prozent seien über die Bergtrasse umgeleitet worden, zumeist Güterzüge ausserhalb ihres fahrplanmässigen Zeitfensters. An Spitzentagen habe der Tunnel die Kapazitätsgrenze von 110 Zügen pro Tag bereits erreicht. Laut Angaben der BLS seien Störungen vor allen Dingen auf das Rollmaterial zurückzuführen gewesen.

### Kosten
Die geschätzten Endkosten (Stand: 31. Dezember 2006, Preisbasis 1998) liegen bei 4,3025 Milliarden Franken. 2007 wurden die Investitionen mit rund 4,4 Milliarden Franken beziffert. Darauf entfielen 3,4 Milliarden auf den Rohbau, 0,4 Mrd. auf die Bahntechnik sowie 0,6 Mrd. auf Tunnelsicherheit und Sicherheitsanlagen. Die Erhaltungskosten (ohne Erneuerung) betragen 13,7 Millionen Franken pro Jahr. Mit etwa 240 Franken pro Meter Gleis und Jahr sind die Unterhaltskosten im Vergleich zur offenen Strecke etwa dreimal teurer, insbesondere aufgrund der bedeutend grösseren Menge an unterhaltsintensiven Anlagen. Die Kosten einer allfälligen Ausrüstung des im Rohbau fertiggestellten Mittelabschnitts der zweiten Röhre (15 km) werden mit rund 400 Millionen Franken beziffert.
Nach der Redimensionierung von 1996 wurde der Finanzbedarf mit 3,214 Milliarden Franken angegeben, ohne Reserven, Teuerung, Mehrwertsteuer und Zinsen. Darüber hinaus wurde eine Reserve von 15 Prozent bewilligt, weitere Kostenerhöhungen sollten mittels Krediten gedeckt werden; beide Instrumente sollten durch Verpflichtungskredite gedeckt werden. Nach Änderungen am geplanten Tunnel wurde der Kreditrahmen um 1,097 Milliarden auf 4,3 Milliarden Franken erhöht (ohne Teuerung, Mehrwertsteuer und Zinsen). Zur Finanzierung von Teuerung, Mehrwertsteuer und Zinsen wurde der Kredit um 861 Millionen Franken aufgestockt. Bis zur endgültigen Projektabrechnung im Jahr 2009 wurde mit Kosten von 5,3 Milliarden Franken gerechnet. 2005 wurde noch von Gesamtkosten in Höhe von 4,2 Milliarden Euro ausgegangen. Zu den Teuerungen trugen auch unerwartet Mitte 2004 aufgetretene geologische Probleme am Wilditunnel bei, die eine erhebliche Straffung des Bauzeitplans notwendig machten.
Die Baukosten sind durch den Finöv-Fonds gedeckt, der am 29. November 1998 in einer nationalen Referendumsabstimmung bei einer Zustimmung von 63,5 Prozent vom Volk genehmigt wurde und aus dem unter anderem auch Bahn 2000 finanziert wird. Haupteinnahmequelle dieses Fonds bildet die im selben Jahr ebenfalls durch ein Referendum gegangene Leistungsabhängige Schwerverkehrsabgabe (LSVA), die seit 2001 auf alle LKW-Fahrten in der Schweiz erhoben wird. Neben der Finanzierung der Bahninfrastruktur soll dadurch auch eine Annäherung an das Prinzip der Kostenwahrheit im Strassenverkehr erreicht werden (bei gleichzeitiger Befreiung des Schienenverkehrs von dieser Forderung). Zusätzlich wurden der Treibstoffzoll sowie die Mehrwertsteuer geringfügig erhöht.

### Weiterer Ausbau
Bereits 2008 erhob die BLS den Wunsch nach einem Vollausbau der Strecke und lieferte Studien als Diskussionsgrundlage. Diese Forderung wird vom Lötschberg-Komitee unterstützt, zu dem sich 2011 rund 300 Personen und Institutionen wie Kantone und Gemeinden vereinten. Im Jahr 2014 stellte die Bundesversammlung im Rahmen der FABI-Vorlage, Angebotsschritt 2025, die finanziellen Mittel für die entsprechenden Planungsarbeiten bereit.
Am 17. August 2015 veröffentlichte die BLS AG den Auftrag für die Planung. Ziel ist der Doppelspurausbau zwischen Ferden und Mitholz sowie die Option für einen Vollausbau des Abschnitts Ferden–Frutigen. Die Finanzmittel für die Planung wurden von der Bundesversammlung im Rahmen der FABI-Vorlage, Angebotsschritt 2025, bereitgestellt. Der Ausbau war im Ausbauschritt 2035, den der Bundesrat im September 2017 vorstellte, jedoch nicht enthalten. Der Kanton Bern kritisierte den Bundesrat für diese Entscheidung, weil sich der Ausbau dadurch um wenigstens acht Jahre verzögere. Das Lötschberg-Komitee betonte in seiner Stellungnahme im Januar 2018 die Vorteile des Ausbaus: Mit der durchgehenden Doppelspurigkeit könne die Kapazität des Tunnels mehr als verdoppelt werden, alle Güterzüge könnten durch den Berg fahren und ein Halbstundentakt im Personenverkehr zwischen Bern und Brig ermöglicht werden. Über den Ausbau beriet das Parlament im Rahmen des nächsten Ausbauschrittes der Bahninfrastruktur 2030/35 und beschloss im Juni 2019 den Teilausbau. Nachdem bekannt geworden war, dass beim Teilausbau der Tunnel acht Monate lang gesperrt werden muss, und wegen des Protests aus dem Kanton Wallis beauftragte das Parlament den Bundesrat, den vollständigen Ausbau des Tunnels nochmals zu prüfen. Im Juni 2022 erteilte das Bundesamt für Verkehr der BLS die Bewilligung für den Teilausbau des Lötschberg-Basistunnels. Die BLS startete 2022 nur Vorarbeiten und wartet mit der Auftragsvergabe bis zur Entscheidung über den etwaigen Vollausbau. Die BLS geht (Stand 2022) davon aus, dass die Bauarbeiten im Jahr 2026 beginnen.
Im August 2023 wurde seitens des Schweizer Bundesrates der Vollausbau beantragt.

## Betrieb

### Aktueller Fahrplan
Im Personenfernverkehr befahren seit dem Fahrplanwechsel im Dezember 2007 täglich rund 50 Personenzüge (EC und IC sowie bis Dezember 2009 auch CIS und EN) den Tunnel. Dabei kommen in der Regel Neigezüge des Typs CIS ETR 610 von SBB und FS (früher Cisalpino AG) sowie SBB Re 460 mit Einheitswagen IV oder IC2000-Wagen zum Einsatz. Ebenfalls eingesetzt werden können die SBB ICN, die einzelne Entlastungszüge führen, und die ETR 470, die aber per Ende 2009 vom Lötschberg zurückgezogen wurden. Die Höchstgeschwindigkeit im Tunnel liegt technisch bei 250 km/h, bleibt aber im kommerziellen Betrieb auf 200 km/h beschränkt. Es bestehen stündlich abwechselnde InterCity-Verbindungen Romanshorn – Zürich – Bern respektive Basel SBB – Olten – Bern und weiter nach Thun, Spiez und Visp bis Brig und retour. Zweistündlich verkehren Zugpaare Basel–Brig, von denen einige bis Domodossola oder Mailand weiterfahren. Der Autoverlad mit Takten von 7,5 bis zu 30 Minuten (bei bis zu 180 Zügen pro Tag) verbleibt auf der Bergstrecke.
Etwa 70 von 110 Güterzügen verwenden den Basistunnel, vor allem schwere Züge Richtung Süden; die verbleibenden etwa 40 Güterzüge verkehren weiterhin durch den alten Lötschbergtunnel. Zusätzlich verkehren etwa 37 Regionalzüge pro Tag, die sogenannten Lötschberger, weiterhin über die Bergstrecke. Die durch den Basistunnel verkehrenden Güterzüge haben eine maximale Länge von 750 m bei einer Anhängelast von bis zu 3250 t.
Durch den Tunnel verkehren rund 110 Züge pro Tag (Stand: 2013). Dabei werden Zugfolgezeiten von bis zu drei Minuten erreicht.
Dreissig Mitarbeiter der BLS betreuen den Tunnel rund um die Uhr.

### Betriebskonzept
Das Betriebskonzept sieht eine Kapazitätsauslastung von 96 Prozent vor:
- 77 Züge/Tag durch den bestehenden Scheiteltunnel zuzüglich der Autoverlad-Züge
- 110–120 Züge/Tag durch den neuen Basistunnel, davon
  - 42 Reisezüge
  - 70–80 Güterzüge

Dabei fahren möglichst mehrere Züge derselben Fahrtrichtung hintereinander in den eingleisigen Abschnitt ein. Aufgrund der knappen Pufferzeiten besteht eine ausgesprochen geringe Verspätungstoleranz. Züge mit mehr als sieben Minuten Verspätung sollen dabei über den bisherigen Lötschberg-Tunnel umgeleitet werden oder müssen auf die nächste Fahrmöglichkeit durch den Tunnel warten. Ein Spurwechsel von der Weströhre in die Oströhre ist mit 160 km/h möglich.
Bis mindestens 2020 wurde der Tunnel von der gemischtwirtschaftlichen kantonalbernischen Privatbahn BLS Netz AG betrieben. Die dispositive Betriebsführung der BLS erstreckt sich im Norden bis vor Gümligen, im Westen bis Belp, Schwarzenburg und Zweisimmen, im Osten bis vor Interlaken und im Süden bis Brig und vor Sierre und Domodossola.
Das Wartungskonzept sieht eine regelmässige Totalsperrung Sonntagnacht vor, im Südabschnitt die Sperrung eines Gleises in der folgenden Nacht. Über vier Wochen im Sommer sind zusätzliche Wartungsintervalle vorgesehen.

### Auswirkungen
Die neuen Tunnelröhren verkürzen die Streckenlänge zwischen Spiez und Brig um rund 10 km; die maximale Steigung der Lötschberg-Nordrampe sinkt von 27 auf 15 Promille. Darüber hinaus umfährt der Basistunnel einen besonders kurvenreichen Abschnitt der Bergstrecke (mit minimalem Kurvenradius von 300 m). Der wesentliche Vorteil für Güterzüge liegt in einem geringeren Energieverbrauch sowie der Einsparung von zusätzlichen Triebfahrzeugen durch die niedrigere Gradiente. Doppeltraktionen werden teilweise weiterhin notwendig sein, v. a. bei schweren Güterzügen in nördlicher Richtung zur Überwindung der starken Steigungen vor dem Simplontunnel.
Der neu an die Lötschbergroute angeschlossene und vollständig erneuerte Bahnhof Visp ersetzt Brig als Umsteigeknoten zwischen Fernverkehr und den Verbindungen Richtung Zermatt/Saastal und Mittelwallis. Im Verkehr zwischen der Ausserschweiz und diesen Zielen ergeben sich Reisezeiteinsparungen bis zu einer Stunde. Zwischen Bern und Brig hat sich die beste Fahrzeit von 79 auf 64 Minuten verringert.
Die Transitgüterzüge erreichen den Lötschberg-Basistunnel von Deutschland und Frankreich her über die Strecke Basel–Olten–Bern–Thun–Frutigen und von Raron, um über Visp–Brig–Simplontunnel nach Italien zu verkehren. Die Lötschbergachse mündet im Oberwallis (Basisstrecke bei Raron, Bergstrecke in Brig) in die Simplonlinie Vallorbe–Lausanne–Domodossola mit dem 20 km langen Simplontunnel. Die als Lötschberg-Simplon-Achse bezeichnete Transitachse Basel–Bern–Italien wird durch den LBT zu einer Quasiflachbahn (mit Steigungen von immerhin noch 15 Promille), allerdings nur in Richtung Nord-Süd. In der Gegenrichtung bleibt sie eine Gebirgsbahn, da die auf italienischem Staatsgebiet liegende, von den SBB betriebene Simplon-Südrampe eine Steigung von 25 Promille aufweist.
Um den Tunnel durchfahren zu können, wurden mehrere hundert Fahrzeuge der SBB umgerüstet, beispielsweise mit Feuerlöschern und einer Notbrems-Anforderung.

### Unfälle und technische Probleme
Aufgrund eines Softwarefehlers im Leitrechner wurde der Betrieb am 22. August 2007 und weiteren Tagen massiv beeinträchtigt.
Der erste Unfall im Lötschberg-Basistunnel ereignete sich am 16. Oktober 2007 um 03:40 Uhr. Aufgrund eines Softwarefehlers in der ETCS-Streckenzentrale entgleisten die ersten beiden Achsen einer Lokomotive der Rollenden Landstrasse zwischen Freiburg im Breisgau und Novara bei einer Weiche. Der Zug wurde darauf abrupt gebremst. Zwei der geladenen Lastwagen hatten laut BLS AG potenziell gefährliche Güter geladen. Als Folge des Unfalls blieb der Tunnel den ganzen Tag geschlossen.
Im November 2007 wurde ein Fehler in einer neuen Version der vielfach verwendeten ETCS-Fahrzeugsoftware von Alstom entdeckt, der verhinderte, dass Züge im Falle einer kontrollierten Rückwärtsfahrt (sog. Reversing) bei Evakuierungen am dafür vorgesehenen Ort gestoppt worden wären. Das Bundesamt für Verkehr stimmte Ende 2007 einem vorübergehenden Betrieb auch ohne funktionierende Reversing-Funktion zu, unter der Bedingung, dass Reisezüge von zusätzlichen Zugbegleitern begleitet und (für den Fall einer Wende im Tunnel) mit Führerständen an beiden Enden versehen sein müssen (was auf die durch den Lötschberg-Basistunnel eingesetzten Kompositionen ohnehin zutrifft). Zusätzlich wurde, neben weiteren Massnahmen, das gleichzeitige Befahren der Doppelröhren in derselben Fahrtrichtung (zum Überholen von Güterzügen durch Reisezüge) untersagt. Mit Abschluss der Umrüstung aller rund 450 betroffenen Fahrzeuge entfielen die Massnahmen Anfang 2008 wieder.
Aufgrund eines grossräumigen GSM-R-Funkausfalls war der Tunnel am 2. April 2013 für zwei Stunden nur eingeschränkt befahrbar.

#### Wassereinbruch
Am 6. Februar 2020 flutete mit Schlamm versetztes Wasser beide Röhren bis zu 30 cm hoch. Der Verkehr wurde zeitweise eingestellt. Nach Reinigungsarbeiten wurde eine Röhre am Folgetag wieder freigegeben. Am 14. März 2020 kam es erneut zu einem Wassereinbruch, wodurch alle Verbindungen auf unbestimmte Zeit ausgesetzt wurden. Am 15. März 2020 konnte eine Röhre wieder geöffnet werden. Die zweite Röhre wurde am 24. April wieder in Betrieb genommen. Nach einem erneuten Wassereinbruch wurde eine der beiden Röhren am 30. April 2020 nochmals für mehrere Stunden gesperrt.
Nach den zwei Wassereinbrüchen musste der Lötschbergtunnel aufwendig saniert werden. In der Oströhre wurde auf einer Länge von 10 bis 15 Metern die Betonschale geöffnet und dahinter eine neue Kaverne ausgebrochen. Darin wurde ein Absetzbecken eingebaut, in welches das schlammige Wasser aus der Karstzone über dem Tunnel eingeleitet wurde. Der Sand konnte sich absetzen. Das gereinigte Wasser wurde danach ins Drainagesystem des Tunnels eingeleitet und abgeführt. Die Bauarbeiten führten gemäss BLS zu einer mehrmonatigen Sperre und Kosten von 10 Millionen Franken. Diese wurden durch den Bund als Unterhaltsmassnahme im Rahmen der Leistungsvereinbarung übernommen. ETH-Tunnelbauingenieur Heinz Ehrbar kritisierte das Vorgehen. Die BLS hätten die genaue Ursache für den Wassereintritt noch immer nicht ermitteln können. Die hundertjährige Betriebsdauer könne so nicht garantiert werden.

## Bahntechnik
Insgesamt wurden 1450 Elektroschränke in den Querschlägen und in den Betriebszentralen installiert.

### Zugsicherung/Leitsystem
Die Steuerung des Tunnels erfolgt aus zwölf unbemannten Betriebszentralen heraus; sie sind paarweise, jeweils für Ost- und Weströhre, aufgebaut, um eine Steuerung der Röhren unabhängig voneinander zu ermöglichen. Die Betriebszentralen werden aus der Betriebszentrale der BLS Netz AG in Spiez sowie zwei Vor-Ort-Leitstellen (VOLS) in Frutigen und Raron überwacht und gesteuert. Um den Betrieb auf der Lötschberg-Simplon-Route zu optimieren, wurden der BLS die Steuerung der Zulaufstrecken Sion–Domodossola (Dezember 2006) und Richtung Gümligen (bei Bern, Mai 2007) übertragen.
Die Zugsicherung erfolgt über zwei elektronische Stellwerke. Als Zugsicherungssystem kommt ausschliesslich ETCS Level 2 zum Einsatz; zunächst nach SRS 2.2.2. Lichtsignale befinden sich nur an den Portalbereichen. Eine Rückfallebene mit konventionellen Signalen war zunächst geplant (Stand: 2006). Für ETCS wurden ein Radio Block Centre und 230 Eurobalisen installiert. Die Länge der 50 Zugfolgeabschnitte beträgt 0,6 bis 1,8 km.
Zur Kommunikation zwischen den Stellwerken und dem RBC wird das SAHARA-Protokoll verwendet.
2018 verursachten 0,14 % der Züge eine Störung in Zusammenhang mit ETCS, 2019 0,12 %.
Die Einfahrt in den ETCS-Bereich erfolgt von Norden über den Engstligetunnel und den Bahnhof Frutigen, von Süden an den Rhonetalbrücken am Bahnhof Visp, grundsätzlich über den ETCS Level 0. Das Zugsicherungssystem ermöglicht mit dem Modus Reversing, in Notfällen ohne Führerstandswechsel mit bis zu 80 km/h rückwärts zu fahren; rund 1500 m vor dem Tunnelportal wird diese Geschwindigkeit auf 40 km/h abgesenkt. Auch Funktionen zur besonders schnellen Räumung des Tunnels sind vorgesehen.

Ein Leitsystem, die sogenannte Automatikfunktion (AF), sorgt für eine Zuglaufoptimierung, verfolgt Zugläufe, verhindert Überfüllungen sowie Halte im Tunnel, minimiert gewichtete Summen von Ausfahrverspätungen und unterbreitet Vorschläge zur Auflösung absehbarer Konflikte. Das Leitsystem prüft auch die Tunneltauglichkeit der Züge, unter anderem die Ausrüstung mit ETCS Level 2. Das dreiteilige Leitsystem ist an die ETCS-Zentrale (RBC) sowie verschiedene elektronische und Relaisstellwerke verschiedener Hersteller angeschlossen und wird durch die Betriebszentrale Spiez bedient. Es übernimmt Stellwerksbedienung und ‑anzeige, Zulaufverfolgung, Zuglenkung und Fahrplandatenbearbeitung und verfügt auch über Schnittstellen zu Zugabfahrtsanzeigern, Funkgleismeldern, automatischen Sprachausgaben, Nachbarleitsystemen sowie Heissläuferortungsanlagen. Das System baut auf dem 1997 in Betrieb genommenen Leitsystem Iltis auf, wurde ab Dezember 2006 getestet, im Dezember 2007 zusammen mit dem Tunnel in Betrieb genommen und anschliessend weiter optimiert.
Die Kommunikation zwischen Zug und Zentrale erfolgt über GSM-R. Das Kommunikationssystem umfasst darüber hinaus eine Telefonanlage mit 437 Nebenstellen, darunter Nottelefone an allen Querschlägen und Querverbindungen.

### Feste Fahrbahn
Die BLS als Betreiberin des Tunnels folgte bei der Wahl des Fahrbahnsystems der Entwicklung bei den SBB und baute eine Feste Fahrbahn des Systems LVT/Sonneville ein, diese wurde für eine Streckengeschwindigkeit von 250 km/h ausgelegt. Der Schwellenabstand liegt bei 60 cm. Mit Blockeinlagen aus Polyurethan und Veränderungen am Gummischuh (Einfluss auf vertikale Einsenkung der Einzelblöcke) konnte das dynamische Systemverhalten der Festen Fahrbahn des Systems LVT/Sonneville verbessert werden. Die Schnellfahrweiche Ferden wird von elf Antrieben umgestellt.

### Bahnstrom
Der Lötschberg-Basistunnel wird aus den Unterwerken Frutigen (bereits zuvor bestehend), Mitholz (neu errichtet) und Gampel (ausgebaut) mit Bahnstrom versorgt. Die auf 5,85 m Höhe liegende Oberleitung (Querschnittsfläche 120 mm²) in der Röhre entspricht dem UIC-C-Profil und erlaubt eine Höchstgeschwindigkeit von 250 km/h, bei zwei gehobenen Stromabnehmern (Doppeltraktion) im Abstand von wenigstens 15 m, noch 160 km/h. Erstmals auf der Welt wurde in einem engen Einspurtunnel das Zusammenspiel von Oberleitung und Stromabnehmer bei Geschwindigkeiten über 160 km/h erprobt. Die Fahrleitung wurde für Ströme von bis zu 2000 Ampere ausgelegt, die Oberstrombegrenzung liegt bei 1000 Ampere. Die im Abstand von 28 km angeordneten Unterwerke erlauben die Versorgung von sechs Güterzuglokomotiven gleichzeitig. Insgesamt wurden 60 km Fahrdraht verlegt, Nachspannungen im Abstand von 1000 m eingerichtet.
Für die elektrischen Verbraucher im Tunnel sind 21 Trafostationen mit einer Gesamtleistung von 10 MW über die Röhren verteilt. Diese stellen 230/400 V Spannung zur Verfügung. Insgesamt wurden 1390 km Kabel in den Tunnel eingezogen.
Durch den Tunnel verläuft eine 132-kV-Bahnstromleitung. Als zweite Leitung zwischen den Kraftwerken im Wallis und den Haupt-Verbrauchern im Mittelland soll das Kabel mehr Stabilität in das Schweizer Bahnstromnetz bringen. Die für eine Spannung von 132 kV und eine Dauer-Stromstärke von 2000 A dimensionierte Leitung verbindet die Unterwerke Mitholz und Gampel und schliesst damit einen Bahnstrom-Ring innerhalb der Westschweiz. Aufgrund technischer Probleme konnte die Leitung anfangs jedoch nur zeitweise bei planmässigen Unterbrüchen betrieben werden. Bis zur endgültigen Inbetriebnahme der Leitung wurde Walliser Bahnstrom über das Waadtland in die Deutschschweiz geleitet. Nach Einbau von Dämpfungsgliedern zur Vermeidung von Netzresonanzen erfolgte Ende 2010 die endgültige Inbetriebnahme des 132-kV-Kabels.

### Tunnellüftung
Die Temperatur im Tunnel liegt bei bis zu 35 Grad Celsius, die Luftfeuchtigkeit bei bis zu 80 Prozent. 44 Kältegeräte und 396 Umluftkühler sorgen für konstante Umgebungsbedingungen der Technik. Eine ausreichende Belüftung des Tunnels erfolgt im Regelbetrieb durch den Zugverkehr. In Mitholz und Ferden wurden Zuluftzentralen mit einer Luftförderleistung von 150 bzw. 200 m³/s errichtet, die bei Wartungsarbeiten oder in Notfällen die Frischluftzufuhr gewährleisten. Eine Abluftzentrale führt in Notfällen verschmutzte Luft ins Freie. Je ein schweres Tor kann bei Bedarf die Röhre (und damit die Luftzufuhr) an einer Stelle verschliessen. 173 motorisierte Schiebetüren sind an Querschlägen, Querverbindungen, Notausstiegen und Fluchtstollen angebracht und können bei Bedarf ferngesteuert geöffnet werden. Die zulässige Höchstgeschwindigkeit wird in diesem Fall auf 40 km/h herabgesetzt.

### Entwässerung
Ein Entwässerungssystem führt, nach Berg- und Schmutzwasser getrennt, Wasser nach aussen. Bergwasser wird in die Rhone (im Süden) und die Engstlige (im Norden) geführt. Am Nordportal des Tunnels in Frutigen wird das austretende, für die direkte Einleitung in die Engstlige zu warme Tunnelwasser für das im November 2009 eröffnete Tropenhaus Frutigen genutzt. Mit der aus dem Wasser gewonnenen Wärme werden in Warmwasserfischbecken Jungstöre gezüchtet und tropische Früchte in Gewächshäusern gezogen. Eine Versuchsanlage ist seit Beginn der Bauphase des Tunnels in Betrieb. Das so gekühlte Bergwasser aus dem Tunnel wird anschliessend in die Engstlige geleitet.
Das verschmutzte Tunnelabwasser wird in Rückhalteanlagen gelenkt, auf Schadstoffe überprüft und ggf. zurückgehalten.

### Rettungskonzept
Bei Ferden, im Zwei-Röhren-Bereich des Tunnels, wurde eine Nothaltestelle zur Rettung von Passagieren in Notfällen eingerichtet. Auf 473 m langen Bahnsteigen können Passagiere aussteigen und über sechs Ausgänge in einen Fluchtstollen gelangen. Ein spezielles Lüftungssystem kann im Brandfall dabei 400 m³ Luft pro Sekunde einblasen und über Branddetektoren und sieben einzeln steuerbare Absaugöffnungen gezielt 500 m³/s Rauch über dem Brandherd in einen 380 m hohen Lüftungsschacht absaugen. Am Fusspunkt Mitholz besteht darüber hinaus eine Betriebshaltestelle, die in Notfällen ebenfalls zur Evakuierung von Zügen verwendet werden kann. In Frutigen entstand ein Erhaltungs- und Interventionszentrum der BLS, in Brig unterhalten die SBB ein weiteres Interventionszentrum.
Das Rettungskonzept sieht vor, dass Züge die Nothaltestellen im bzw. die Interventionsstellen ausserhalb des Tunnels erreichen. Ist dies nicht möglich, können Passagiere über Querstollen (alle 330 m eine Querverbindung) eine Parallelröhre erreichen. Im bahntechnisch voll ausgebauten Bereich des Tunnels (zwischen Raron und Ferden) wird anschliessend die Evakuierung per «Ersatz»-Zug in der Gegenröhre erfolgen. In dem Bereich, in dem die West-Röhre nur im Rohbau ausgebaut wurde (zwischen Ferden und Mitholz), werden Betroffene mit Bussen der Postauto AG Oberwallis evakuiert. Die Busse fahren in Ferden in den Tunnel und verlassen diesen in Mitholz. Im Abschnitt zwischen Mitholz und Frutigen, in dem nur die Oströhre ausgebrochen wurde, werden Kleinbusse von Mitholz in den Tunnel einfahren und diesen am Portal Helke über einen kleinen Dienststollen in Frutigen wieder verlassen. Alle Betroffenen, die mit Strassenfahrzeugen und dem Lösch- und Rettungszug evakuiert werden, werden in das Interventionszentrum Frutigen verbracht, das im Schadensfall vom Rettungsdienst Frutigland in eine Sanitätshilfsstelle umgewandelt wird. Die Evakuierungen per «Ersatz»-Zug bzw. Lösch- und Rettungszug führen in das Wallis. Ein Lösch- und Rettungszug der BLS wurde in Frutigen stationiert, ein weiterer der SBB in Brig. Das Rettungskonzept sieht vor, dass die Einsatzkräfte (Betriebsfeuerwehr, örtliche Feuerwehren u. a.) binnen 45 Minuten den Schadensort erreichen.

## Daten und Fakten

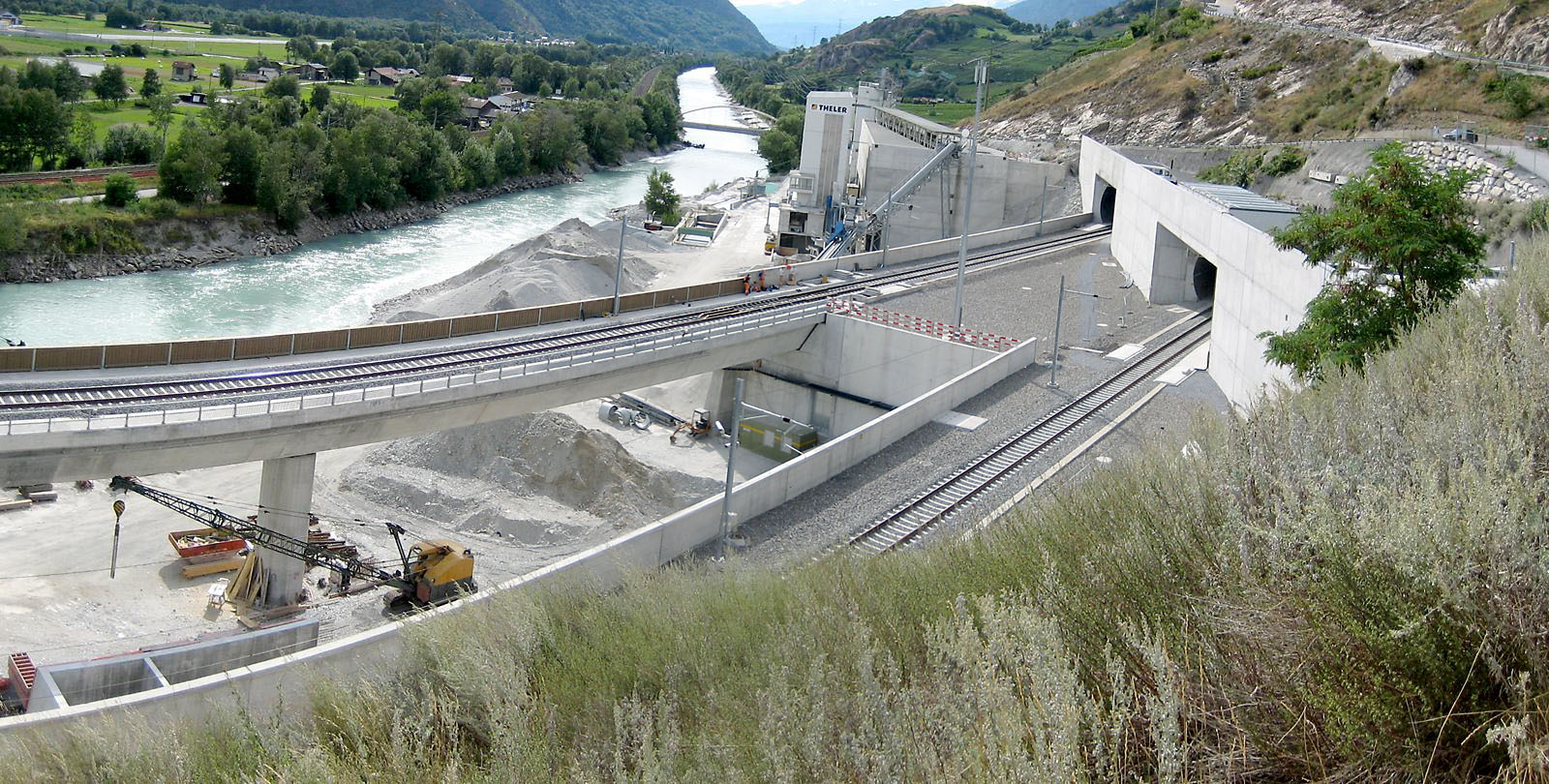
Südportal bei Raron VS

| Spurweite                                 | 1435 mm (Normalspur)                                 |
| Länge des Tunnels                         | 34,6 km                                              |
| Beginn der Arbeiten                       | 5. Juli 1999                                         |
| Länge gesamtes Stollensystem              | 88,1 km                                              |
| Ausbruch mit Tunnelbohrmaschinen          | 20 %                                                 |
| Ausbruch mit Sprengungen                  | 80 %                                                 |
| Gesamtgewicht einzubauende Bahnausrüstung | 170'000 t                                            |
| Kosten Basistunnel                        | 4,3 Mrd. SFr. (Preisbasis 1998, Stand: Februar 2007) |
| Projektbeteiligte                         | 2'500                                                |

## Film
- Harald Kirchner: Mit dem Zug über den Lötschberg. SWR/arte, 2009 45 Minuten.